# Anton Koelbl (Schauspieler)
Anton Koelbl (* 1957 in Eichstätt) ist ein deutscher Schauspieler.

## Leben
Anton Koelbl wuchs in Eichstätt auf. Nach Abitur, Zivildienst und Grundstudium der Germanistik und Theaterwissenschaften an der LMU München studierte er Schauspiel an der Hochschule für Musik und Theater Hannover und war nach seinem Diplom von 1985 bis 1996 an den Theatern in Braunschweig, Regensburg, Luzern, Erlangen, Konstanz und Basel engagiert.
Von 1996 bis 2006 war er in München künstlerischer Leiter von integrativen Theaterprojekten für und mit Menschen mit psychischen und sozialen Problemen. So entwickelte und inszenierte er mit den Bouffons des Münchner TheaterAteliers Arbeiten wie Der Seiltänzer nach Jean Genet, Frösche fallen vom Himmel wie Regenschnüre nach Anne Sexton und die Einladung zur Tafelrunde. Zudem arbeitete er mit dem Regisseur Alain Gsponer in den Filmen X für U, Hinter dem Berg und Rose und mit dem Regisseur Juri Köster in den Filmen Cubus und Der Auftrag.
Von 2007 an gehörte er zum Ensemble des Theaters Augsburg und spielte u. a. in Warten auf Godot als „Estragon“, in Biedermann und die Brandstifter als „Eisenring“, in Der Kirschgarten als „Firs“, in Die Kunst der Komödie als „Oreste Campese“ und in Orpheus in der Unterwelt als „Styx“.
2011 wechselte er u. a. für die Rollen des „Philipp Klapproth“ in Pension Schöller und des „Tschebutykin“ in Drei Schwestern ans Theater Osnabrück. 2013 kehrte er nach Augsburg zurück und war dort in Anne Lenks Minna von Barnhelm und Kleiner Mann – was nun? als „Just“ bzw. als „Heilbutt“, in Das kalte Herz als „Glasmännlein“, in Der Brandner Kaspar und das ewig’ Leben als „Portner“, in Philotas als „König Aridäus“ und in Gust als „Gust“ zu sehen, bei dem er gemeinsam mit Tjark Bernau auch die Inszenierung und das Bühnenbild verantwortete. Es folgten Arbeiten u. a. mit Bernadette Sonnenbichler als „Smee“ in Peter Pan und mit Christoph Mehler als „Puck“ in Ein Sommernachtstraum.
Mit Beginn der Spielzeit 2017/18 lebt und arbeitet Anton Koelbl frei schaffend auf dem Land und in der Stadt.

## Rollen (Auswahl)
- 1984: Großer Wolf, als Messer, Braunschweig, Regie: Heinz W. Krückeberg
- 1985: Plattling, als Herbert, Regensburg, Regie: Peter Biermann
- 1987: Die Möwe, als Kostja, Basel, Regie: Anna Badora
- 1988: Die schmutzigen Hände, als Hugo, Basel, Regie: Heinz Trixner
- 1989: Ella, als Ella, Regensburg, München, Konstanz
- 1989: Früchte des Nichts, als Lebrecht, Konstanz, Regie: Hartmut Wickert
- 1990: Was ihr wollt, als Antonio, Basel, Regie: Stephan Müller
- 1991: Graf Öderland, als Kommissar, Basel, Regie: Werner Düggelin
- 1993: Medea, als Jason, Berlin 1993
- 1994: Der mündliche Verrat, als C, Erlangen, Regie: Stefan Maurer
- 2006: Romeo und Julia, als Pater Lorenzo, München, Regie: Christoph Brück
- 2007: somebodyELSE, als Else, Augsburg, Regie: Anne Lenk
- 2008: Warten auf Godot, als Estragon, Augsburg, Regie: Marcel Keller
- 2008: Orpheus in der Unterwelt, als Styx, Augsburg, Regie: Jochen Biganzoli
- 2010: Der Kirschgarten als Firs, Augsburg, Regie: Markus Trabusch
- 2010: Die Kunst der Komödie, als Oreste Campese, Augsburg, Regie: Marcel Keller
- 2012: Drei Schwestern als Tschebutykin, Osnabrück, Regie: Annette Pullen
- 2013: Minna von Barnhelm, als Just, Augsburg, Regie: Anne Lenk
- 2013: Das kalte Herz, als Glasmännlein, Augsburg, Regie: Bettina Rehm
- 2014: Der Brandner Kaspar und das ewig’ Leben, als Portner, Augsburg, Regie: Markus Trabusch
- 2014: Philotas, als König Aridäus, Augsburg, Regie: Miriam Fehlker
- 2014: Die Katze auf dem heißen Blechdach, als Doktor Baugh, Regie: Matthias Fontheim
- 2015: Goldland, als Erzähler, Augsburg, Regie: Tobias Ginsburg
- 2015: Kleiner Mann – was nun?, als Heilbutt u. a., Augsburg, Regie: Anne Lenk
- 2015: Gust, als Gust, Augsburg, Regie: Tjark Bernau und Anton Koelbl
- 2015: Der ideale Mann, als Lord Caversham, Augsburg, Regie: Schirin Khodadadian
- 2015: Peter Pan, als Smee, Augsburg, Regie: Bernadette Sonnenbichler
- 2016: Ein Sommernachtstraum, als Puck, Augsburg, Regie: Christoph Mehler
- 2016: Platonow, als Iwan Iwanowitsch Trilezki, Augsburg, Regie: Christian Weise
- 2016: Das große Wundenlecken, als Walter, Augsburg, Regie: Sapir Heller
- 2017: Pension Schöller, als Albert Schöller, Augsburg, Regie: Maria Viktoria Linke
- 2017: Die Csárdásfürstin, als Fürst von und zu Lippert-Weylersheim, Würzburg, Regie: Marcel Keller
- 2018: Magnolienzeit, Rechercheprojekt, Würzburg, Regie: Tjark Bernau
- 2018: Der Besuch der alten Dame, als Bürgermeister, Würzburg, Regie: Martin Kindervater
- 2019: Sisyphos auf Silvaner, als Chorus, Würzburg, Regie: Albrecht Schroeder
- 2021: Carmen, als Lillas Pastia, Nürnberg, Regie: Vera Nemirova

## Filmografie (Auswahl)
- 1991: Die Löwengrube
- 1998: Cubus
- 2000: X für U
- 2001: Rohat – Sonne, die die Nacht vertreibt
- 2001: Hinter dem Berg
- 2001: Der Auftrag
- 2005: Rose
- 2005: Das Kreuz mit der Schrift
- 2007: Die Flucht
- 2009: Stauffenberg – Die wahre Geschichte
- 2012: Die Fugger
- 2015: Äbtissinnen
- 2018: Ein bisschen Liebe - Reloaded